# Рапопорт, Ингеборг
Ингебо́рг Рапопо́рт (нем. Ingeborg Rapoport, урождённая Зильм — нем. Syllm; 2 сентября 1912, Криби, Германский Камерун, Германская империя — 23 марта 2017, Берлин, Германия) — немецкий педиатр, неонатолог.
Незадолго до Первой мировой войны переехала вместе с родителями в Германию, росла в интеллектуальной среде. В 1932—1937 годах училась на медицинском факультете Гамбургского университета, защитила диссертацию, однако не получила докторской степени, так как согласно «расовым законам» нацистской Германии числилась наполовину еврейкой.
В 1938 году иммигрировала в США, где получила наконец степень доктора медицины, окончив Женский медицинский колледж Пенсильвании. Работала под началом Хелен Тауссиг в Детской больнице Университета Джонса Хопкинса, затем — в Детской больнице Университета Цинциннати, где впоследствии возглавила детскую поликлинику. В 1946 году вышла замуж за Самуэля Митю Рапопорта, австрийского врача и беженца от нацизма. У них было четверо детей, в будущем тоже избравших медицинскую карьеру. Оба вели активную общественную деятельность, были коммунистами, в связи с чем оказались вынуждены в 1950 году вместе с детьми бежать в Швейцарию, а затем в Австрию, откуда в 1952 году уехали в Германскую Демократическую Республику.
Работала в детском отделении клиники «Шарите», в 1959 году получила докторскую степень от Университета Гумбольдта, где впоследствии занималась преподавательской работой, а в 1968 году стала ординарным профессором педиатрии. Была пионером в области развития неонатологии, удостоена многочисленных наград, в том числе Национальной премии ГДР. В 1973 году вышла на пенсию, но продолжила научную работу. После крушения ГДР и воссоединения Германии продолжала придерживаться социалистических взглядов. В 2004 году овдовела, в 2012 году отметила 100-летний юбилей. В 2015 году в возрасте 102 лет наконец получила докторскую степень от Гамбургского университета, защитив новую диссертацию спустя 77 лет со дня отказа в присвоении степени при нацистском режиме. Ингеборг Зильм-Рапопорт скончалась в 2017 году в возрасте 104 лет в Берлине.

## Биография

### Молодые годы и семья
Ингеборг Зильм родилась 2 сентября 1912 года в Криби, в колонии Германский Камерун.
Мать — Мария Фейбес, по происхождению еврейка, родом из образованной и состоятельной семьи, известная немецкая пианистка, научившаяся игре на фортепиано у своей матери Оттилии, урождённой Хирш. Отец Марии, Эрнст-Якоб Фейбес, был знаменитым дерматологом. Мария, её сестра Ирмгард и брат Хеллвиг были крещены в протестантство после рождения и не исповедовали иудаизм, потому что их отец был вольнодумцем и атеистом, ассимилировавшимся в немецкой среде. В двадцать лет Мария вышла замуж за купца Пауля Зильма из богатой гамбургской семьи, бывшего на 14 лет её старше. Сразу после свадьбы они переехали в Африку и поселились в немецкой колонии Камерун, где Пауль представлял интересы гамбургской колониальной компании. В Криби в 1912 году и родилась Ингеборг. Ещё семь лет спустя, но уже в Гамбурге, у неё появился брат Хельвиг.

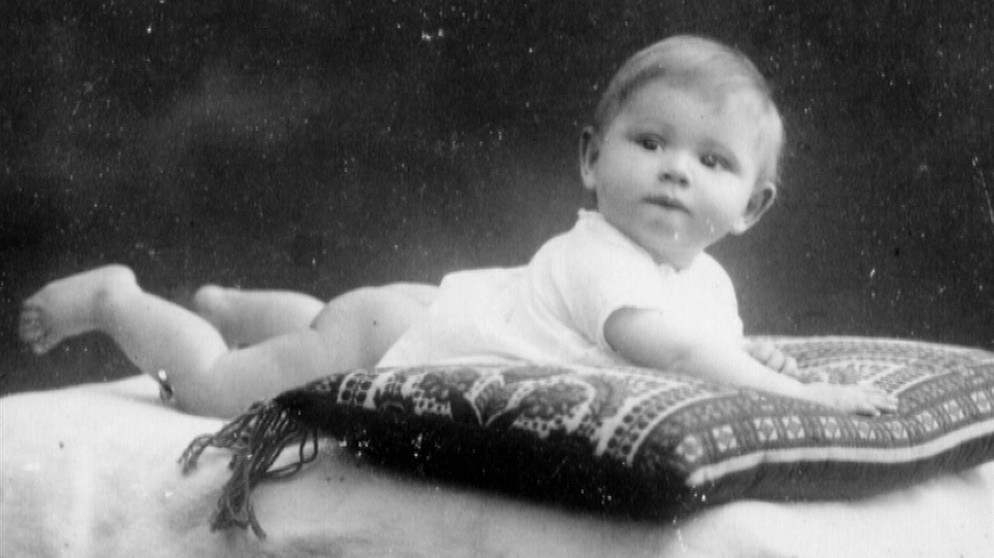
Ингеборг Зильм в детстве

Ингеборг воспитывалась в протестантской вере. Незадолго до мировой войны семья Зильм вернулась в Германию, избежав интернирования. Во время морского путешествия на корабле спавшая в коляске шестимесячная Ингеборг при разыгравшемся шторме чуть было не выкатилась в Атлантический океан, однако её в последнюю минуту смог удержать один из пассажиров. Жила семья сначала в пригороде Гамбурга, а в 1916 году переехала в центр города. Там Ингеборг провела детство и юность, пришедшиеся на годы Веймарской республики. В 1928 году Мария развелась с Паулем из-за его измен и сокрытия факта банкротства, после чего вела с дочерьми очень бедную жизнь. Тем не менее, вскоре она поправила своё материальное состояние за счёт даваемых концертов, а их дом стал одним из мест притяжения немецких интеллектуалов. После утверждения нацистского режима, в 1933 году Мария в знак протеста и солидарности с евреями перешла в иудаизм.

### Образование

#### Нацистская Германия

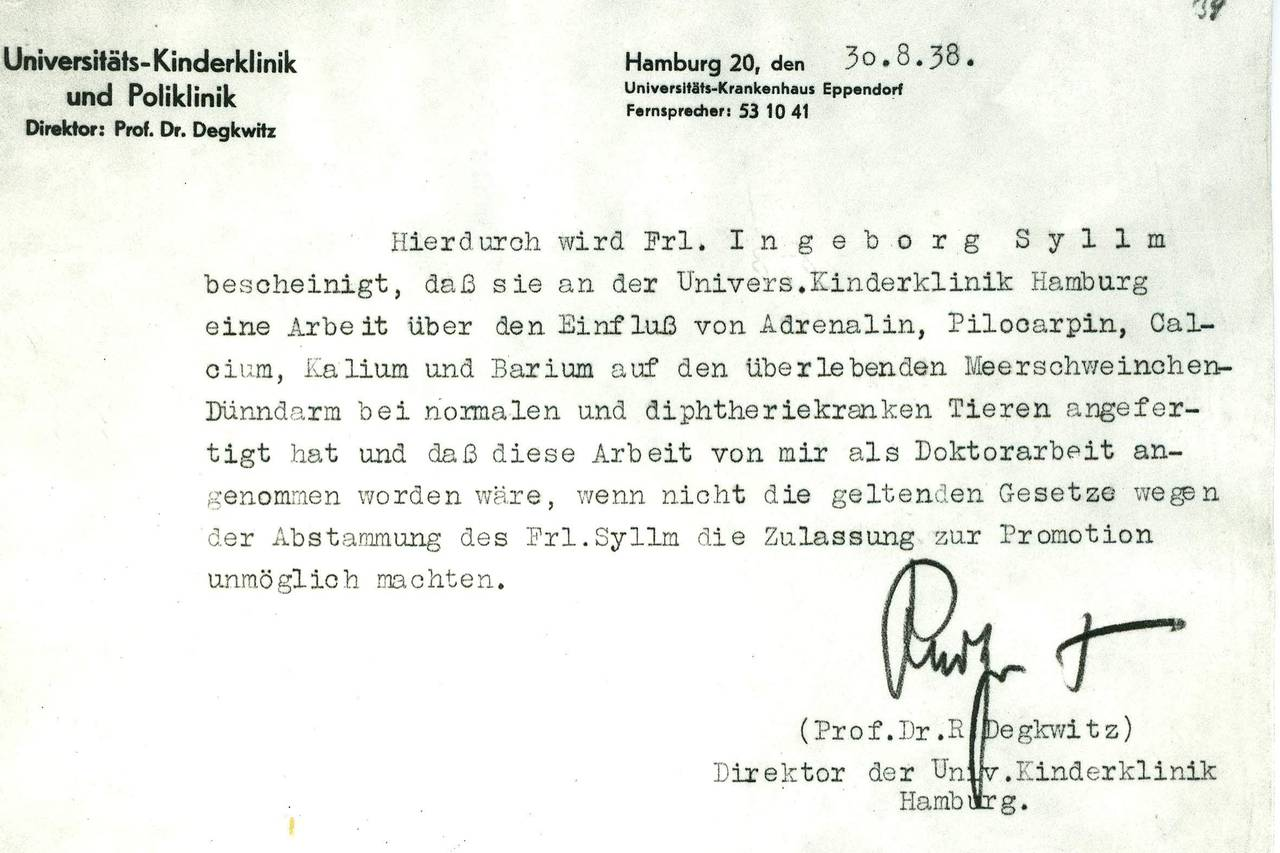
Письмо Зильм от её руководителя Рудольфа Дегквитца с отказом в присвоении докторской степени

Получила образование в Хайльвиг-лицее, частной школе для девушек. С 1932 по 1937 год училась в Гамбургском университете. Изучала медицину по работам Альберта Швейцера, будучи вдохновлённой его христианским миссионерством. Ещё в юности она «оперировала» своего плюшевого мишку и давала частные уроки по латыни для детей из состоятельных семей, а полученные деньги копила на учёбу. В 1938 году, через пять лет после прихода Гитлера к власти, в возрасте 25 лет она стала докторантом, написав и представив докторскую диссертацию о дифтерии, являвшейся главной причиной смерти среди детей в США и странах Европы. 30 августа её научный руководитель Рудольф Дегквитц одобрил работу. Согласно «расовым законам» Ингеборг числилась как «мишлинг», то есть имела в себе половину еврейской крови. По этой причине не по своей воле Дегквитц не допустил её до устной защиты диссертации, отказав таким образом в присвоении докторской степени. В адресованном личном письме он написал, что был доволен докторской диссертацией, но не смог присвоить учёное звание из-за «расовых законов».
В знак отказа в степени получила бумаги с проставленными на них диагональными жёлтыми жирными полосами, похожими цветом на «звёзды Давида», которые скоро будут вынуждены носить все евреи. Будучи лишённой права на академическое продвижение, она чудом избежала участи тысяч студентов и преподавателей — коммунистов, социал-демократов, членов профсоюзов и евреев, вытесненных из университетов нацистской Германии и погибших в лагерях смерти. Дегквитц, хоть и являлся членом национал-социалистической партии, впоследствии был осуждён Народной судебной палатой на семь лет тюрьмы за открытую оппозицию программе эвтаназии в детской больнице, продвигаемой деканом — фанатичным нацистом, объявившим университет «первым национально-социалистическим институтом высшего образования в Рейхе».

#### Эмиграция в США
Некоторое время работала врачом в Израильской больнице Гамбурга. В 1938 году незадолго до «Хрустальной ночи», чтобы избежать Холокоста, она в одиночку, без гроша в кармане и с чемоданом, набитым книгами, иммигрировала в США. Убедившись, что дочь успешно выехала из нацистской Германии, в 1939 году в США прибыла и её мать Мария Зильм. Ингеборг с трудом нашла работу в больницах Бруклина (штат Нью-Йорк) и Акрона (штат Огайо). К тому же ей заново пришлось учиться, и подав документы в 48 медицинских учебных заведений, она получила ответ только из двух — от Колумбийского университета в Нью-Йорке и Женского медицинского колледжа Пенсильвании в Филадельфии.
После получения отказа из университета по причине отсутствия денег на обучение поступила в женский колледж (впоследствии вошёл в состав Университета Дрекселя), в котором училась с 1940 по 1942 год и наконец-то получила степень доктора медицины, теперь уже в изгнании и по американским законам. Пройдя стажировку в Балтиморе (штат Мэриленд), в 1943 году она стала ассистентом Хелен Тауссиг в Детской больнице Университета Джонса Хопкинса. По воспоминаниям Ингеборг, в США она «получила большую часть своего профессионального образования».

### Карьера

#### США

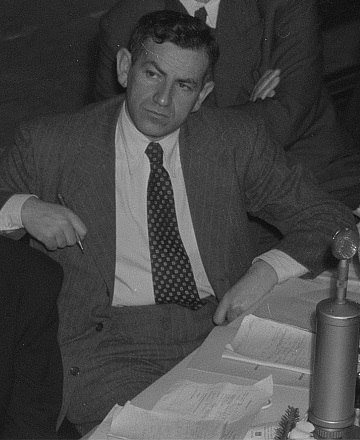
Самуэль Рапопорт, 1953 год

В 1944 году в 32 года перешла на работу неонатологом в Детскую больницу Университета Цинциннати. Тогда же во время работы в Цинциннати она познакомилась с австрийским врачом и биохимиком Самуэлем Митей Рапопортом, еврейским беженцем из Вены, за которого в 1946 году вышла замуж. У них было четверо детей, ставших в будущем практически целой медицинской династией: Том (род. 1947 г., профессор Гарвардской медицинской школы), Майкл (род. 1948 г., математик), Сьюзан (род. 1949 г., врач-педиатр), Лиза Мария (род. 1950 г., биохимик). В том же году в возрасте 35 лет возглавила детскую поликлинику и вместе с мужем была удостоена национального гранта и грамоты от президента США Гарри Трумэна за труды по работе над сохранением продуктов крови, спасших жизни тысяч солдат во время Второй мировой войны.
Несмотря на удавшуюся карьеру и идиллическую жизнь, в США чета Рапопортов тоже натолкнулась на проблемы в отношениях с властью, причиной чего стала политика. Участвуя в движении за гражданские права и выступая против сегрегации, вместе они, сочувствуя идее коммунизма, будучи убеждёнными социалистами и членами Коммунистической партии США, по воскресеньям раздавали в неблагополучных районах Цинциннати копии газеты «Daily Worker» и собирали подписи под «Стокгольмским воззванием». В эпоху маккартизма такое поведение не осталось без внимания американских должностных лиц. В 1950 году, находясь на педиатрической конференции в Швейцарии, Самуэль Рапопорт получил повестку, обязывающую его явиться для дачи показаний Комиссии по расследованию антиамериканской деятельности. Чувствуя грозящую ему опасность, он не поехал в США, откуда не смог бы никуда выехать из-за «акта Смита», запрещавшего коммунистам покидать страну, а остался в Цюрихе. Через 12 лет после бегства от нацистов и во избежание новых, антикоммунистических гонений Ингеборг с тремя маленькими детьми и беременная четвёртым ребёнком вскоре была вынуждена переехать к мужу, несмотря на своё желание остаться в США.

#### ГДР
Вскоре Рапопорты переехали в Вену, получили убежище в Австрии, а затем и гражданство. После того как Самуэль не смог получить пост профессора в Венском университете из-за вмешательства со стороны американцев, он попытался устроиться в Великобритании, Франции и СССР, но тоже неудачно — у европейцев вызвала подозрения его коммунистическая деятельность, а у советских чиновников — американский паспорт. Наконец, в 1952 году он принял предложение занять должность профессора физиологической химии в клинике «Шарите» и при посредничестве Коммунистической партии Австрии и на основании рекомендации от Социалистической единой партии Германии переехал вместе с семьёй в Восточный Берлин (Германская Демократическая Республика). Пользуясь полученными от молодой и полуразрушенной республики необходимыми и гарантированными социальными благами, Самуэль обучил и подготовил за последующие годы несколько тысяч талантливых учёных и в конце концов возглавил свой биохимический институт, который сам же и восстановил из руин.

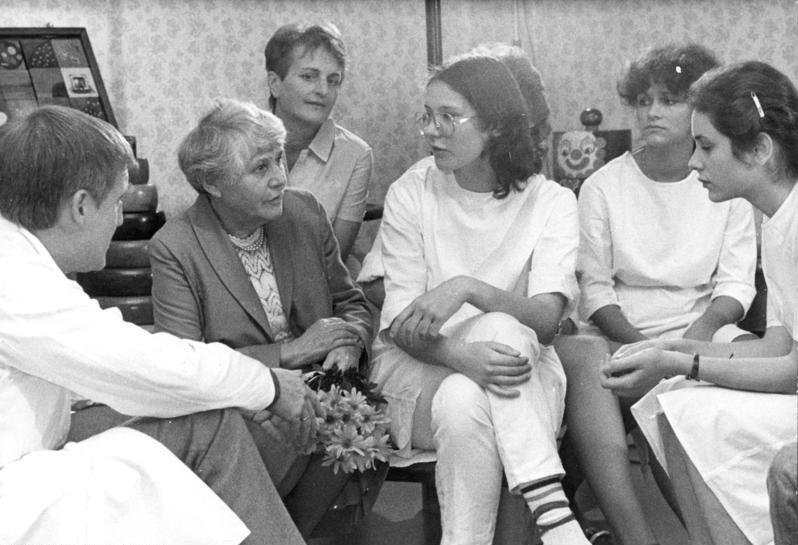
Представитель комитета «Врачи ГДР за предотвращение ядерной войны» Ингеборг Рапопорт беседует с молодыми медсёстрами Детской больницы Котбуса, 30 октября 1985 года

Проработав некоторое время старшим врачом в детской больнице Хуфеланд-Кранкхаусес в округе Берлин-Бух, после окончания аспирантуры в 1958 году и получения звания доктора наук в 1959 году в биохимическом институте Университета Гумбольдта Ингеборг устроилась ассистентом в детское отделение «Шарите», где занялась ведением родов. В 1964 году она была назначена профессором с правом преподавания, затем в 1967 году — профессором с правом полного преподавания — и в 1968 году — ординарным профессором педиатрии (неонатологии). Ингеборг стала первым человеком в Европе, получившим звание профессора в области медицины новорождённых.
Как председатель Общества перинатологии ГДР с 1968 года в 1969 году Ингеборг Рапопорт стала учредителем междисциплинарного национального исследовательского проекта «Перинатология», целью которого стало издание долгосрочных прогнозов и научных исследований, положивших начало достижению измеримых результатов в здравоохранении матери и ребёнка, таких как значительное снижение младенческой смертности в 1970-х и 1980-х годах. В 1970 году, в рамках реструктуризации «Шарите», в качестве её отделения Рапопорт создала первую клинику неонатологии на территории Германии. В 1973 году ей пришлось выйти на пенсию, так как согласно законам ГДР женщины-профессора должны были уходить в отставку при достижении 60 лет. Несмотря на это, в 1980-х годах она продолжила работу над проектом «Перинатология», трудилась в научных лабораториях и занималась продвижением молодых кадров. Также на протяжении всех этих лет Ингеборг являлась «секретарём», «студенткой» и «критиком» своего мужа.
В 1969 году Ингеборг Рапопорт была удостоена звания «Заслуженный народный врач». В 1973 году была награждена Орденом «За заслуги перед Отечеством» в бронзе, а в 1977 году — в серебре. В 1984 году Рапопорт, как «страстный исследователь, выдающийся педиатр и педагог, активный реформатор и убеждённый социалист», вместе с несколькими врачами получила Национальную премию ГДР III класса в области науки и техники за достижение резкого снижения младенческой смертности.

### Последующая жизнь
Рапопорт была членом Социалистической единой партии Германии, активно участвовала в общественной деятельности по партийной линии. Вернувшись из поездки в Хиросиму (Япония) по линии комитета «Врачи мира за предотвращение ядерной войны», она застала события 1989 года, которые восприняла с грустью, понимая, что «это конец ГДР», а находясь в октябре 1990 года на научном конгрессе в США она узнала, что в ГДР больше не вернётся, так как страна прекратила своё существование. После упразднения Академии наук ГДР Ингеборг стала членом Фонда друзей при Берлинском научном обществе имени Лейбница, президентом которого в 1993—1998 годах являлся её муж Самуэль.
В 1997 году, в возрасте 87 лет, Рапопорт опубликовала книгу мемуаров под названием «Мои первые три жизни». В этой работе она выразила свою убеждённость в том, что «социализм является высшей точкой развития человечества из всех когда-либо существовавших обществ». Заявив, что «в последние годы, в массивных дозах, но, как правило, путём малых, в лучшем случае несерьёзных, частых, но глубоко сознательных, целенаправленных инъекций» на «ТВ, на ток-шоу, в романах и в публичных выступлениях, даже триллерах» в головы людей вкладывается мысль о том, что «первый великий социалистический эксперимент потерпел неудачу сам по себе, и что социализм, в принципе, оказался не в состоянии создать справедливый мировой порядок», Рапопорт отмечала, что «никто не поднимает голову, не смотрит вокруг и уже не различает то, что было хорошо и гуманно в ГДР», и что после 1989 года, «как сизифов камень мы скатились по склону, и скольких усилий нам будет стоить дотолкать его снова!»
В 2004 году Ингеборг овдовела — Самуэль скончался на 92-м году жизни. В том же году жизнь семьи Рапопорт была показана в телевизионном документальном фильме «Рапопорты — Наши три жизни» режиссёра Бритты Вауэр, удостоенного в 2005 году премии Гримме. Когда в 2008 году президентом США был избран Барак Обама, Рапопорт плакала от радости и впоследствии говорила, что он так и «не смог реализовать свои мечты». В интервью 2009 года Рапопорт так говорила о жизни в ГДР: «Я до сих пор думаю, что это был лучшее общество, которому я была свидетелем, несмотря на свои недостатки. Я видела Веймарскую республику, затем фашизм — очевидно, что не было лучше, — а затем Штаты — я люблю Штаты — я бы никогда не уехала оттуда, если бы не Маккарти, — но я думаю, что ГДР во многом даже лучше». Она отмечала, что на тот момент «в плане здравоохранения ГДР обладала, безусловно, самой передовой и лучшей медициной из мною виденных», так как «самоотверженность врачей в работе по отношению к своим пациентам не зависела от денег».
2 сентября 2012 года Ингеборг Рапопорт отметила столетний юбилей, в то время как 27 ноября её мужу тоже исполнилось бы сто лет. Оба юбилея были отмечены специальной академической церемонией «Шарите» и Общества Лейбница. В 2014 году Рапопорт подписалась под обращением группы членов партии «Левая» против называния ГДР «диктатурой-изгоем» и приравнивания её к «фашистскому кровавому режиму». Пережив пять германских государств, по словам журналиста «Berliner Zeitung», Рапопорт остро чувствовала связь с обездоленными людьми, беженцами и эмигрантами, умея различать в людях дружелюбие и толерантность — даже в тех, чьи политические воззрения она не разделяла. В последние годы Рапопорт почти утратила зрение, но продолжила следить за новостями из мира политики и науки, слушала аудиокниги.

### Присвоение докторской степени спустя 77 лет
В начале 2015 года во время визита в Гамбургский университет Том Рапопорт рассказал историю о докторском звании своей матери декану медицинского факультета Уве Кох-Громусу. Тот обратился в юридический отдел университета и в марте получил ответ, что, хотя Рапопорт и не завершила свою устную защиту, она так или иначе получила степень, которая должна быть присвоена ей просто по факту. Однако ни Кох-Громус, ни сама Рапопорт не согласились на такой вариант восстановления исторической правды, решив добиться присвоения звания по юридически верному пути — путём написания новой диссертации. Темой научной работы было выбрано «Влияние адреналина, пилокарпина, кальция, калия и бария на тонкую кишку здоровых морских свинок и животных, больных дифтерией» (нем. Der Einfluss von Adrenalin, Pilocarpin, Calcium, Kalium und Barium auf den überlebenden Meerschweinchen-Dünndarm bei normalen und diphtheriekranken Tieren). Несмотря на потерю зрения и, следовательно, невозможность читать или пользоваться компьютером, Ингеборг смогла написать новую диссертацию при помощи своих близких и друзей, устно информировавших её о последних семи десятилетиях достижений касательно исследований дифтерии.
13 мая 2015 года, спустя 77 лет после представления к учёному званию, после 45-минутного устного экзамена перед профессорами Громусом, Габриэль Руне (Институт нейроанатомии) и Михаэлем Фротшером (Институт структурной нейробиологии) в гостиной её собственного дома Ингеборг Рапопорт получила степень доктора философии Гамбургского университета. Торжественная церемония присвоения звания прошла 9 июня в Эрика-Хаус при Медицинском центре Гамбургского университета. Под громкие аплодисменты Кох-Громус вручил Рапопорт сертификат с оценкой «диплом с отличием» и поцеловал её по старой университетской традиции, после чего Ингеборг произнесла речь, отметив следующее: «Я не защищала свою диссертацию для своего же собственного блага. В конце концов, в возрасте 102 лет всё это было не совсем легко для меня. Я сделала это ради жертв нацистов». В этот день, в возрасте 102 лет она фактически стала старейшим обладателем этого учёного звания как в Германии, так и во всём мире. Предыдущий рекорд, зафиксированный Книгой Гиннесса, принадлежал немцу Хайнцу Вендероту, получившему степень доктора наук Ганноверского университета в Ганновере 29 сентября 2008 года в возрасте 97 лет, 8 месяцев и 18 дней.

### Последние годы
Ингеборг Рапопорт жила в берлинском районе Нидершёнхаузен (округ Панков), в доме, который был выделен её семье ещё в 1952 году. Вела активную умственную деятельность и следила за происходящими в мире событиями, несмотря на то, что ухудшающееся зрение не позволяло ей смотреть телевизор или читать газеты. Одним из последних событий, которому Ингеборг была искренне рада, стала победа Александра Ван дер Беллена на президентских выборах в Австрии, на родине своего мужа.
Ингеборг Рапопорт скончалась 23 марта 2017 года в возрасте 104 лет в Берлине, оставив после себя четверых детей, девять внуков и тринадцать правнуков. Свои соболезнования выразил коллектив клиники «Шарите», а также руководство партии «Левая». Похороны прошли 12 мая на берлинском кладбище «Панков III»: Ингеборг упокоилась рядом с мужем Самуэлем. 7 сентября при содействии «Шарите» в аудитории Фонда кайзера Фридриха в Берлине прошёл симпозиум, посвящённый 105-летию со дня рождения Ингеборг Рапопорт, на котором в нескольких лекциях было рассказано о её жизни и карьере.